# Hogna
Hogna Simon, 1885 è un genere di ragni appartenente alla famiglia Lycosidae.

## Distribuzione
Le 233 specie note di questo genere sono distribuite in tutto il mondo: la specie dall'areale più vasto è la H. radiata rinvenuta in diverse località dell'area compresa fra l'Europa centrale e l'Asia centrale, in Iran e nell'Africa centrale.

## Tassonomia
La storia tassonomica di questo genere è molto varia e vasta. Molti aracnologi hanno esaminato esemplari e campioni sparsi in tutto il mondo, esprimendo le seguenti considerazioni:
Il genere Hogna è considerato sinonimo anteriore di Lycorma Simon, 1885, di Isohogna Roewer, 1960d secondo l'analisi degli esemplari tipo di Trochosa maderiana (Walckenaer, 1837) (a sua volta ritenuto un sottogenere di Lycosa Latreille, 1804 a seguito di un lavoro di Guy del 1966.
È anche sinonimo anteriore di Lynxosa Roewer, 1960d, a seguito dell'analisi degli esemplari tipo di Lycosa inexorabilis O. Pickard-Cambridge, 1869 (considerati a loro volta un sottogenere di Schizocosa Chamberlin, 1904 in un lavoro di Guy del 1966) dall'aracnologo Wunderlich in un suo lavoro (1992a).

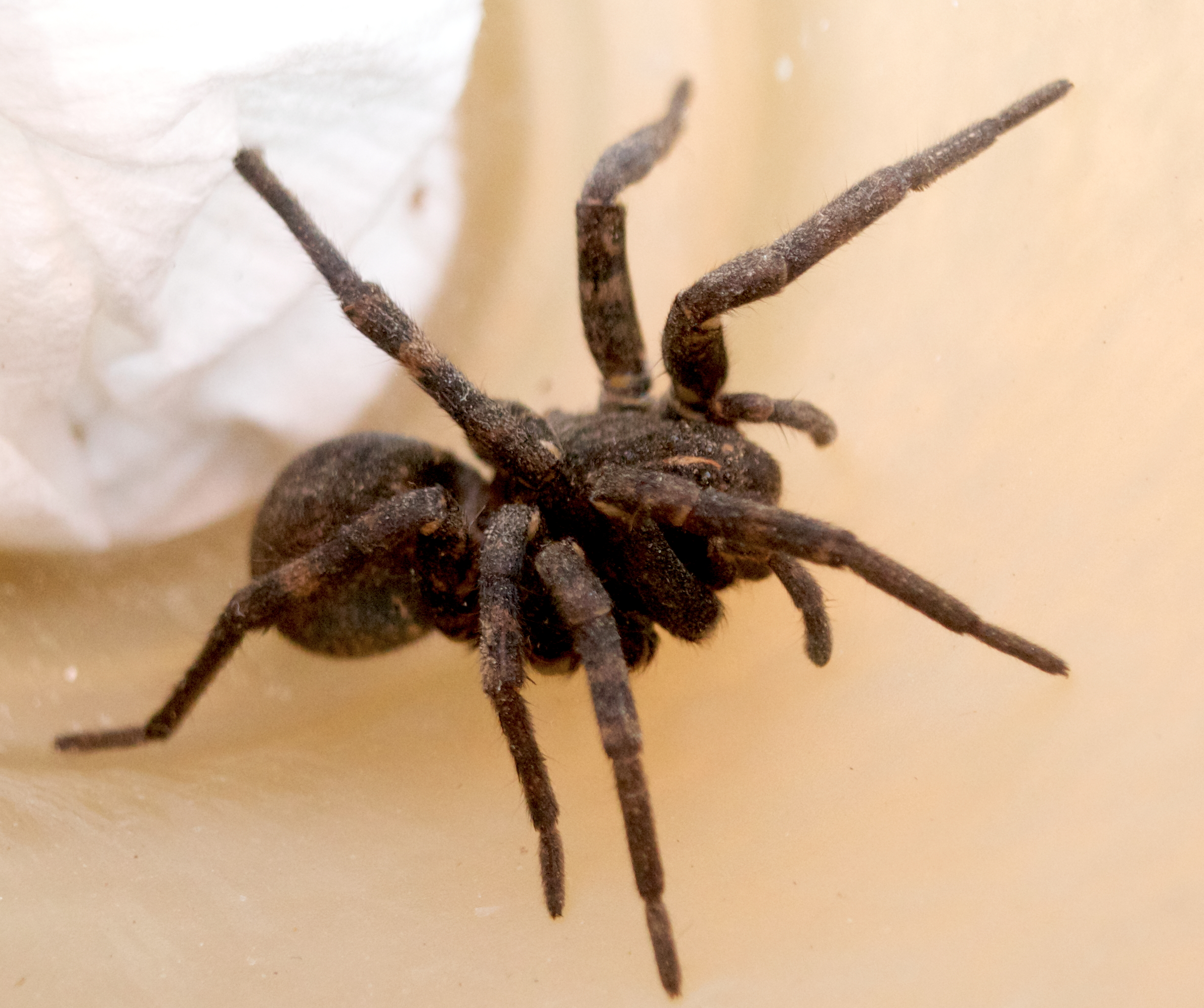
Hogna carolinensis, femmina

Ancora è sinonimo anteriore di Galapagosa Roewer, 1960d, a seguito dell'analisi degli esemplari tipo di Lycosa albemarlensis Banks, 1902, effettuata dagli aracnologi Baert e Maelfait nel 1997; contra altre considerazioni espresse in un lavoro di Roth e Craig del 1970 (con trasferimento della specie tipo in entrambi i casi; Galapagosa è anche ritenuto sottogenere di Lycosa Latreille, 1804 in un lavoro di Guy del 1966).
Inoltre è sinonimo anteriore di Citilycosa Roewer, 1960b, secondo le analisi effettuate sugli esemplari tipo Arctosa hellenica (C.L. Koch, 1838) dagli aracnologi Thaler, Buchar & Knoflach nel 2000 (con trasferimento della specie tipo e contra altri due lavori: Wunderlich, 1984a e Lugetti e Tongiorgi, 1965).
Considerato sottogenere di Lycosa Latreille, 1840 a seguito di un lavoro dell'aracnologo Guy del 1966. La sinonimia di questo genere con Lycosa Latreille, 1804, non è stata accettata favorevolmente dai seguenti aracnologi: Fuhn e Niculescu-Burlacu (lavoro del 1971); Wunderlich (lavoro 1984a) e Dondale & Redner (lavoro del 1990), i quali considerano tutte le specie del genere Lycosa rinvenute nell'America settentrionale da ricollocare in altri generi.
Non è ritenuto sinonimo anteriore di Rabidosa Roewer, 1960, a seguito di un lavoro degli aracnologi Brady e McKinley del 1964, contra uno studio di Dondale e Redner del 1990.
Ritenuto sinonimo anteriore di Trochosula Roewer, 1960d, a seguito delle analisi sugli esemplari tipo di Lycosa conspersa L. Koch, 1882, (a sua volta Trochosula è ritenuto sinonimo posteriore di Trochosa C.L. Koch, 1847 in un lavoro di Guy del 1966; probabilmente è sinonimo posteriore di Arctosa C.L. Koch, 1847, secondo uno studio di Wunderlich (1984a); non è sinonimo anteriore di Birabenia Mello-Leitão, 1941, secondo un lavoro di Piacentini e Laborda del 2013, contra precedenti considerazioni espresse da Capocasale in uno studio del 1990; la specie tipo è ritenuta appartenere al genere Lycosa in un lavoro degli aracnologi Bosmans & van Keer (2012a), senza fare accenno ad una specifica sinonimia), con trasferimento della specie tipo.
Non sono stati esaminati esemplari di questo genere dal 2016.
Attualmente, a gennaio 2017, si compone di 233 specie e due sottospecie:
1. Hogna adjacens Roewer, 1959 — Africa meridionale
2. Hogna afghana (Roewer, 1960) — Afghanistan
3. Hogna agadira (Roewer, 1960) — Marocco
4. Hogna albemarlensis (Banks, 1902) — Isole Galapagos
5. Hogna alexandria (Roewer, 1960) — Egitto
6. Hogna alticeps (Kroneberg, 1875) — Asia centrale
7. Hogna ammophila (Wallace, 1942) — USA
8. Hogna andreinii Reimoser, 1937 — Etiopia
9. Hogna angusta (Tullgren, 1901) — USA
10. Hogna antelucana (Montgomery, 1904) — USA
11. Hogna antiguiana Roewer, 1955 — Antigua
12. Hogna archaeologica (Chamberlin, 1925) — Messico
13. Hogna argentinensis (Mello-Leitão, 1941, 1940) — Argentina
14. Hogna atramentata (Karsch, 1879) — Africa centrale e orientale
15. Hogna auricoma (Keyserling, 1891) — Brasile
16. Hogna badia (Keyserling, 1877) — Cuba, America centrale
17. Hogna balearica (Thorell, 1873) — Isole Baleari
18. Hogna baliana Roewer, 1959 — Camerun
19. Hogna baltimoriana (Keyserling, 1877) — USA, Canada
20. Hogna bellatrix (L. Koch, 1865) — Australia
21. Hogna beniana (Strand, 1913) — Africa centrale e orientale
22. Hogna bergsoei (Thorell, 1875) — Russia, Asia centrale
23. Hogna bhougavia Roewer, 1960 — Afghanistan
24. Hogna bicoloripes (Roewer, 1960) — Camerun
25. Hogna bimaculata (Purcell, 1903) — Sudafrica
26. Hogna birabenae (Mello-Leitão, 1941) — Argentina
27. Hogna biscoitoi Wunderlich, 1992 — Madeira
28. Hogna bivittata (Mello-Leitão, 1939) — Argentina
29. Hogna bonifacioi Barrion & Litsinger, 1995 — Filippine
30. Hogna bottegoi Caporiacco, 1940 — Etiopia
31. Hogna bowonglangi (Merian, 1911) — Celebes (Indonesia)
32. Hogna brevitarsis (F. O. P.-Cambridge, 1902) — dal Messico al Panama
33. Hogna brunnea (Bösenberg, 1895) — Isole Canarie
34. Hogna bruta (Karsch, 1880) — Polinesia
35. Hogna burti (Hickman, 1944) — Australia meridionale
36. Hogna canariana (Roewer, 1960) — Isole Canarie
37. Hogna carolinensis (Walckenaer, 1805) — USA, Messico
38. Hogna chickeringi (Chamberlin & Ivie, 1936) — Panama
39. Hogna cinica (Tongiorgi, 1977) — Isola di Sant'Elena
40. Hogna coloradensis (Banks, 1894) — USA, Messico
41. Hogna colosii (Caporiacco, 1947) — Guyana
42. Hogna commota (Gertsch, 1934) — Colombia
43. Hogna conspersa (L. Koch, 1882) — isole Baleari
44. Hogna constricta (F. O. P.-Cambridge, 1902) — Guatemala
45. Hogna cosquin (Mello-Leitão, 1941) — Argentina
46. Hogna crispipes L. Koch, 1877 — Australia, Nuova Guinea, Nuove Ebridi, Polinesia, Nuova Zelanda, Isole Norfolk
47. Hogna dauana Roewer, 1959 — Etiopia
48. Hogna defucata Roewer, 1959 — Congo
49. Hogna denisi Roewer, 1959 — Sudafrica
50. Hogna deweti Roewer, 1959 — Sudafrica
51. Hogna diyari Framenau, Gotch & Austin, 2006 — Queensland (Australia), Nuovo Galles del Sud (Australia), Australia meridionale
52. Hogna duala Roewer, 1959 — Camerun
53. Hogna efformata Roewer, 1959 — Namibia
54. Hogna electa Roewer, 1959 — Tanzania
55. Hogna enecens Roewer, 1959 — Kenya
56. Hogna ericeticola (Wallace, 1942) — USA
57. Hogna espanola Baert e Maelfait, 2008 — isole Galapagos
58. Hogna estrix Roewer, 1959 — Namibia
59. Hogna etoshana Roewer, 1959 — Namibia
60. Hogna exigua (Roewer, 1960) — Namibia
61. Hogna exsiccatella (Strand, 1916) — Guatemala
62. Hogna felina (L. Koch, 1878) — Azerbaigian
63. Hogna ferocella (Strand, 1916) — Isole Canarie
64. Hogna ferox (Lucas, 1838) — Isole Canarie, Mediterraneo
65. Hogna filicum (Karsch, 1880) — Polinesia
66. Hogna flava Roewer, 1959 — Namibia
67. Hogna forsteri Caporiacco, 1955 — Venezuela
68. Hogna fraissei (L. Koch, 1882) — Maiorca
69. Hogna frondicola (Emerton, 1885) — USA, Canada
70. Hogna furva (Thorell, 1899) — Camerun, Sierra Leone, Bioko (Golfo di Guinea)
  - Hogna furva cingulipes (Simon, 1910) — Isola Annobòn (Golfo di Guinea)
71. Hogna furvescens (Simon, 1910) — Botswana
72. Hogna gabonensis Roewer, 1959 — Gabon
73. Hogna galapagoensis (Banks, 1902) — Isole Galapagos
74. Hogna graeca (Roewer, 1951) — Grecia
75. Hogna gratiosa Roewer, 1959 — Zanzibar
76. Hogna grazianii (Caporiacco, 1939) — Etiopia
77. Hogna gumia (Petrunkevitch, 1911) — Bolivia
78. Hogna guttatula (F. O. P.-Cambridge, 1902) — Messico
79. Hogna hawaiiensis (Simon, 1899) — Hawaii
80. Hogna heeri (Thorell, 1875) — Madeira
81. Hogna hendrickxi Baert & Maelfait, 2008 — isole Galapagos
82. Hogna hereroana (Roewer, 1960) — Namibia
83. Hogna hibernalis (Strand, 1906) — Etiopia
84. Hogna hickmani Caporiacco, 1955 — Venezuela
85. Hogna himalayensis (Gravely, 1924) — India, Bhutan, Cina
86. Hogna hippasimorpha (Strand, 1913) — Africa centrale
87. Hogna idonea Roewer, 1959 — Sudafrica
88. Hogna indefinida (Mello-Leitão, 1941) — Argentina
89. Hogna inexorabilis (O. P.-Cambridge, 1869) — Isola di Sant'Elena
90. Hogna infulata Roewer, 1959 — Sudafrica
91. Hogna ingens (Blackwall, 1857) — Madeira
92. Hogna inhambania Roewer, 1955 — Mozambico
93. Hogna inominata (Simon, 1886) — Thailandia
94. Hogna inops (Thorell, 1890) — Sumatra, Borneo, Celebes (Indonesia)
95. Hogna insulana (L. Koch, 1882) — Maiorca
96. Hogna insularum (Kulczyński, 1899) — Madeira
97. Hogna interrita Roewer, 1959 — Zimbabwe
98. Hogna irascibilis (O. P.-Cambridge, 1885) — Turkmenistan
99. Hogna irumua (Strand, 1913) — Africa centrale
100. Hogna jacquesbreli Baert & Maelfait, 2008 — isole Galapagos
101. Hogna jiafui Peng et al., 1997 — Cina
102. Hogna juanensis (Strand, 1907) — Mozambico
103. Hogna junco Baert & Maelfait, 2008 — isole Galapagos
104. Hogna kabwea Roewer, 1959 — Congo
105. Hogna kankunda Roewer, 1959 — Congo
106. Hogna karschi (Roewer, 1951) — São Tomé
107. Hogna kuyani Framenau, Gotch & Austin, 2006 — Australia
108. Hogna labrea (Chamberlin & Ivie, 1942) — USA
109. Hogna lacertosa (L. Koch, 1877) — Australia meridionale
110. Hogna lambarenensis (Simon, 1910) — Congo
111. Hogna landanae (Simon, 1877) — Africa occidentale, Angola
112. Hogna landanella Roewer, 1959 — Angola
113. Hogna lawrencei (Roewer, 1960) — Sudafrica
114. Hogna lenta (Hentz, 1844) — USA
115. Hogna leprieuri (Simon, 1876) — Algeria
116. Hogna leucocephala (L. Koch, 1879) — Russia
117. Hogna levis (Karsch, 1879) — Africa occidentale e centrale
118. Hogna liberiaca Roewer, 1959 — Liberia
119. Hogna ligata (O. P.-Cambridge, 1869) — Isola di Sant'Elena
120. Hogna likelikeae (Simon, 1900) — Hawaii
121. Hogna litigiosa Roewer, 1959 — Angola
122. Hogna longitarsis (F. O. P.-Cambridge, 1902) — Messico, Costa Rica, Panama
123. Hogna luctuosa (Mello-Leitão, 1947) — Brasile
124. Hogna luederitzi (Simon, 1910) — Namibia, Sudafrica
125. Hogna lufirana (Roewer, 1960) — Congo
126. Hogna lupina (Karsch, 1879) — Sri Lanka
127. Hogna maasi (Gertsch & Wallace, 1937) — Messico
128. Hogna mabwensis Roewer, 1959 — Congo
129. Hogna maderiana (Walckenaer, 1837) — Madeira
130. Hogna magnosepta (Guy, 1966) — Marocco
131. Hogna maheana Roewer, 1959 — Isole Seychelles
132. Hogna manicola (Strand, 1906) — Etiopia
133. Hogna maroccana (Roewer, 1960) — Marocco
134. Hogna maruana (Roewer, 1960) — Camerun
135. Hogna massaiensis (Roewer, 1960) — Tanzania
136. Hogna massauana Roewer, 1959 — Eritrea
137. Hogna maurusia (Simon, 1909) — Marocco
138. Hogna medellina (Strand, 1914) — Colombia
139. Hogna medica (Pocock, 1889) — Iran
140. Hogna miami (Wallace, 1942) — USA
141. Hogna migdilybs (Simon, 1886) — Senegal
142. Hogna morosina (Banks, 1909) — Costa Rica
143. Hogna munoiensis Roewer, 1959 — Congo
144. Hogna nairobia (Roewer, 1960) — Kenya
145. Hogna nefasta Tongiorgi, 1977 — Isola di Sant'Elena
146. Hogna nervosa (Keyserling, 1891) — Brasile
147. Hogna nigerrima (Roewer, 1960) — Tanzania
148. Hogna nigrichelis (Roewer, 1955) — Iran
149. Hogna nigrosecta (Mello-Leitão, 1940) — Brasile
150. Hogna nimia Roewer, 1959 — Tanzania
151. Hogna nonannulata Wunderlich, 1995 — Madeira
152. Hogna nychthemera (Bertkau, 1880) — Brasile
153. Hogna oaxacana (Gertsch & Wallace, 1937) — Messico
154. Hogna ocellata (L. Koch, 1878) — Azerbaigian
155. Hogna ocyalina (Simon, 1910) — Namibia
156. Hogna optabilis Roewer, 1959 — Congo
157. Hogna ornata (Perty, 1833) — Brasile
158. Hogna osceola (Gertsch & Wallace, 1937) — USA
159. Hogna otaviensis (Roewer, 1960) — Namibia
160. Hogna pardalina (Bertkau, 1880) — Brasile
161. Hogna parvagenitalia (Guy, 1966) — Isole Canarie
162. Hogna patens Roewer, 1959 — Zimbabwe
163. Hogna patricki (Purcell, 1903) — Africa meridionale
164. Hogna pauciguttata Roewer, 1959 — Mozambico
165. Hogna persimilis (Banks, 1898) — Messico
166. Hogna perspicua Roewer, 1959 — Eritrea
167. Hogna petersi (Karsch, 1878) — Mozambico
168. Hogna petiti (Simon, 1876) — Congo
169. Hogna placata Roewer, 1959 — Lesotho
170. Hogna planithoracis (Mello-Leitão, 1938) — Argentina
171. Hogna posticata (Banks, 1904) — USA
172. Hogna principum (Simon, 1910) — Principe (Golfo di Guinea)
173. Hogna propria Roewer, 1959 — Tanzania
174. Hogna proterva Roewer, 1959 — Congo
175. Hogna pseudoceratiola (Wallace, 1942) — USA
176. Hogna pseudoradiata (Guy, 1966) — probabilmente in Marocco
177. Hogna pulchella (Keyserling, 1877) — Colombia
178. Hogna pulla (Bösenberg & Lenz, 1895) — Africa orientale
179. Hogna pulloides (Strand, 1908) — Etiopia
180. Hogna radiata (Latreille, 1817)[4] — dall'Europa centrale all'Asia centrale, Africa centrale
  - Hogna radiata minor (Simon, 1876) — Mediterraneo
181. Hogna raffrayi (Simon, 1876) — Africa orientale, Zanzibar
182. Hogna reducta (Bryant, 1942) — Isole Vergini
183. Hogna reimoseri Roewer, 1959 — Etiopia
184. Hogna rizali Barrion & Litsinger, 1995 — Filippine
185. Hogna rubetra (Schenkel, 1963) — Cina
186. Hogna rubromandibulata (O. P.-Cambridge, 1885) — Yarkand (Cina), Karakorum
187. Hogna rufimanoides (Strand, 1908) — Perù, Bolivia
188. Hogna ruricolaris (Simon, 1910) — Botswana
189. Hogna sanctithomasi (Petrunkevitch, 1926) — Isola Saint Thomas (mar dei Caraibi)
190. Hogna sanctivincentii (Simon, 1897) — Isole Vergini, Isola Saint Vincent (mar dei Caraibi)
191. Hogna sanisabel (Strand, 1909) — Uruguay
192. Hogna sansibarensis (Strand, 1907) — Zanzibar
193. Hogna schmitzi Wunderlich, 1992 — Madeira
194. Hogna schreineri (Purcell, 1903) — Namibia, Sudafrica
195. Hogna schultzei (Simon, 1910) — Namibia
196. Hogna senilis (L. Koch, 1877) — Nuovo Galles del Sud (Australia)
197. Hogna simoni Roewer, 1959 — Camerun, Congo, Angola
198. Hogna simplex (L. Koch, 1882) — Isola di Maiorca
199. Hogna sinaia Roewer, 1959 — Egitto
200. Hogna snodgrassi Banks, 1902 — Isole Galapagos
201. Hogna spenceri (Pocock, 1898) — Ruanda, Sudafrica
202. Hogna sternalis (Bertkau, 1880) — Brasile
203. Hogna stictopyga (Thorell, 1895) — India, Myanmar, Singapore
204. Hogna straeleni Roewer, 1959 — Congo, Ruanda, Tanzania
205. Hogna subaustralis (Strand, 1908) — Perù
206. Hogna subligata (L. Koch, 1877) — Queensland (Australia)
207. Hogna subtilis (Bryant, 1942) — Isole Vergini
208. Hogna suprenans (Chamberlin, 1924) — USA
209. Hogna swakopmundensis (Strand, 1916) — Namibia
210. Hogna tantilla (Bryant, 1948) — Hispaniola
211. Hogna ternetzi (Mello-Leitão, 1939) — Paraguay
212. Hogna teteana Roewer, 1959 — Mozambico
213. Hogna thetis (Simon, 1910) — Principe (Golfo di Guinea)
214. Hogna tigana (Gertsch & Wallace, 1935) — USA
215. Hogna timuqua (Wallace, 1942) — USA
216. Hogna tivior (Chamberlin & Ivie, 1936) — Panama
217. Hogna tlaxcalana (Gertsch & Davis, 1940) — Messico
218. Hogna transvaalica (Simon, 1898) — Sudafrica
219. Hogna travassosi (Mello-Leitão, 1939) — Brasile
220. Hogna truculenta (O. P.-Cambridge, 1876) — Egitto
221. Hogna trunca Yin, Bao & Zhang, 1996 — Cina
222. Hogna unicolor Roewer, 1959 — Mozambico
223. Hogna vachoni Caporiacco, 1954 — Guyana Francese
224. Hogna variolosa (Mello-Leitão, 1941) — Argentina
225. Hogna ventrilineata Caporiacco, 1954 — Guyana Francese
226. Hogna volxemi (Bertkau, 1880) — Brasile
227. Hogna vulpina (C. L. Koch, 1847) — Brasile
228. Hogna wallacei (Chamberlin & Ivie, 1944) — USA
229. Hogna watsoni (Gertsch, 1934) — USA
230. Hogna willeyi (Pocock, 1899) — Arcipelago delle Bismarck (Papua Nuova Guinea)
231. Hogna yauliensis (Strand, 1908) — Perù
232. Hogna zorodes (Mello-Leitão, 1942) — Argentina
233. Hogna zuluana Roewer, 1959 — Sudafrica

### Specie trasferite
1. Hogna amylacea (C. L. Koch, 1838); trasferita al genere Arctosa C.L. Koch, 1847[1].
2. Hogna annexa (Chamberlin & Ivie, 1944); trasferita al genere Tigrosa Brady, 2012.
3. Hogna aspersa (Hentz, 1844); trasferita al genere Tigrosa Brady, 2012.
4. Hogna auribrachialis (Schenkel, 1936); trasferita al genere Lycosa Latreille, 1804.
5. Hogna berndti (Strand, 1913); trasferita al genere Pardosa C.L. Koch, 1847.
6. Hogna birabenae (Mello-Leitão, 1941); trasferita al genere Birabenia Mello-Leitão, 1941.
7. Hogna bistriata (Gravely, 1924); trasferita al genere Lycosa Latreille, 1804.
8. Hogna candicans (L. Koch, 1876); trasferita al genere Tetralycosa Roewer, 1960
9. Hogna celebensis (Merian, 1911); trasferita al genere Artoriellula Roewer, 1960
10. Hogna chaperi (Simon, 1885); trasferita al genere Lycosa Latreille, 1804.
11. Hogna coelestis (L. Koch, 1878); trasferita al genere Lycosa Latreille, 1804.
12. Hogna crassipes (Walckenaer, 1837); trasferita al genere Schizocosa Chamberlin, 1904.
13. Hogna dilatata (F. O. Pickard-Cambridge, 1902); trasferita al genere Lycosa Latreille, 1804.
14. Hogna dimota (Simon, 1909); trasferita al genere Lycosa Latreille, 1804.
15. Hogna duplex (Chamberlin, 1925); trasferita al genere Schizocosa Chamberlin, 1904.
16. Hogna episima (Chamberlin, 1924); trasferita al genere Schizocosa Chamberlin, 1904.
17. Hogna euepigynata (Montgomery, 1904); trasferita al genere Gladicosa Brady, 1987.
18. Hogna formosana (Saito, 1936); trasferita al genere Lycosa Latreille, 1804.
19. Hogna gilberta (Hogg, 1905); trasferita al genere Tasmanicosa Roewer, 1959.
20. Hogna gorontalensis (Merian, 1911); trasferita al genere Allocosa Banks, 1900.
21. Hogna grandis (Banks, 1894); trasferita al genere Tigrosa Brady, 2012.
22. Hogna helluo (Walckenaer, 1837); trasferita al genere Tigrosa Brady, 2012.
23. Hogna hispanica (Walckenaer, 1837); trasferita al genere Lycosa Latreille, 1804.
24. Hogna hispanica dufouri (Strand, 1916); trasferita al genere Lycosa Latreille, 1804.
25. Hogna immanis (L. Koch, 1879); trasferita al genere Lycosa Latreille, 1804.
26. Hogna immansueta (Simon, 1909); trasferita al genere Venator Hogg, 1900.
27. Hogna indagatrix (Walckenaer, 1837); trasferita al genere Lycosa Latreille, 1804.
28. Hogna indomita (Nicolet, 1849); trasferita al genere Lycosa Latreille, 1804.
29. Hogna ipsa (Karsch, 1879); trasferita al genere Arctosa C.L. Koch, 1847.
30. Hogna kulagini (Spassky, 1941); trasferita al genere Allocosa Banks, 1900.
31. Hogna lacernata (Karsch, 1879); trasferita al genere Trochosa C.L. Koch, 1847.
32. Hogna lawrencei (Roewer, 1951); trasferita al genere Allocosa Banks, 1900.
33. Hogna lesserti (O. Pickard-Cambridge, 1912); trasferita al genere Alopecosa Simon, 1885.
34. Hogna marcentior (Simon, 1909); trasferita al genere Venatrix Roewer, 1960.
35. Hogna melica (Fox, 1937); trasferita al genere Lycosa Latreille, 1804.
36. Hogna meracula (Simon, 1909); trasferita al genere Tetralycosa Roewer, 1960
37. Hogna montana (Emerton, 1885); trasferita al genere Pirata Sundevall, 1833.
38. Hogna montanoides (Banks, 1892); trasferita al genere Pirata Sundevall, 1833.
39. Hogna muelleriana (Strand, 1908); trasferita al genere Lycosa Latreille, 1804.
40. Hogna naeviella (Roewer, 1951); trasferita al genere Artoria Thorell, 1877.
41. Hogna niccensis (Strand, 1907); trasferita al genere Arctosa C.L. Koch, 1847.
42. Hogna nigrofulva Caporiacco, 1955; trasferita al genere Allocosa Banks, 1900.
43. Hogna nigrotibialis (Simon, 1884); trasferita al genere Lycosa Latreille, 1804.
44. Hogna nordenskjoldi (Tullgren, 1905); trasferita al genere Lycosa Latreille, 1804.
45. Hogna orotavensis (Strand, 1915); trasferita al genere Alopecosa Simon, 1885.
46. Hogna passerina (Mello-Leitão, 1941); trasferita al genere Lycosa Latreille, 1804.
47. Hogna patagonica (Simon, 1886); trasferita al genere Lycosa Latreille, 1804.
48. Hogna permunda (Chamberlin, 1904); trasferita al genere Tigrosa Brady, 2012.
49. Hogna pullastra (Simon, 1909); trasferita al genere Lycosa Latreille, 1804.
50. Hogna punctulata (Hentz, 1844); trasferita al genere Rabidosa Roewer, 1960.
51. Hogna quadrativulva Caporiacco, 1955; trasferita al genere Allocosa Banks, 1900.
52. Hogna rabida (Walckenaer, 1837); trasferita al genere Rabidosa Roewer, 1960.
53. Hogna sabulonum (L. Koch, 1877); trasferita al genere Arctosa C.L. Koch, 1847.
54. Hogna salsa (Barnes, 1953); trasferita al genere Schizocosa Chamberlin, 1904.
55. Hogna securifer (Tullgren, 1905); trasferita al genere Orinocosa Chamberlin, 1916.
56. Hogna segregis (Simon, 1909); trasferita al genere Venatrix Roewer, 1960.
57. Hogna selkirki (Simon, 1905); trasferita al genere Lycosa Latreille, 1804.
58. Hogna senica (L. Koch, 1877); trasferita al genere Anoteropsis L. Koch, 1878.
59. Hogna sericea (Simon, 1898); trasferita al genere Trochosa C.L. Koch, 1847.
60. Hogna sibyllina (Simon, 1909); trasferita al genere Tetralycosa Roewer, 1960.
61. Hogna sowerbyi (Hogg, 1912); trasferita al genere Pardosa C.L. Koch, 1847.
62. Hogna speciosa (L. Koch, 1877); trasferita al genere Venatrix Roewer, 1960.
63. Hogna storeniformis (Simon, 1910); trasferita al genere Lycosa Latreille, 1804.
64. Hogna suahela (Strand, 1913); trasferita al genere Geolycosa Montgomery, 1904.
65. Hogna subrufa (Karsch, 1878); trasferita al genere Tasmanicosa Roewer, 1959.
66. Hogna taeniata (Mello-Leitão, 1943); trasferita al genere Birabenia Mello-Leitão, 1941.
67. Hogna tenuissima (Purcell, 1903); trasferita al genere Arctosa C.L. Koch, 1847.
68. Hogna thorelli (Keyserling, 1877); trasferita al genere Lycosa Latreille, 1804.
69. Hogna timidula (Roewer, 1951); trasferita al genere Pardosa C.L. Koch, 1847.
70. Hogna tragardhi (Lawrence, 1949); trasferita al genere Dingosa Roewer, 1955.
71. Hogna tristicula (L. Koch, 1877); trasferita al genere Kangarosa Framenau, 2010.
72. Hogna urquharti (Simon, 1898); trasferita al genere Anoteropsis L. Koch, 1878.
73. Hogna venezuelica Caporiacco, 1955; trasferita al genere Allocosa Banks, 1900.
74. Hogna wroughtoni (Pocock, 1899); trasferita al genere Lycosa Latreille, 1804.
75. Hogna yerburyi (Pocock, 1901); trasferita al genere Lycosa Latreille, 1804.

### Sinonimi
1. Hogna aquila (Bösenberg, 1895); trasferita dal genere Geolycosa e posta in sinonimia con H. ferox (Lucas, 1838) a seguito di uno studio di Schmidt (1975a), quando gli esemplari erano ascritti all'ex-genere Lycorma[1].
2. Hogna benedicta (Chamberlin, 1925); posta in sinonimia con H. baltimoriana (Keyserling, 1877) a seguito di un lavoro dell'aracnologo Fox (1937f), quando gli esemplari erano ascritti al genere Lycosa.
3. Hogna blackwalli (Johnson, 1862); trasferita dal genere Geolycosa e posta in sinonimia con H. maderiana (Walckenaer, 1837) a seguito di uno studio dell'aracnologo Wunderlich (1992a).
4. Hogna brevis (Denis, 1953); posta in sinonimia con H. brunnea (Bösenberg, 1895) a seguito di un lavoro dell'aracnologo Wunderlich (1992a).
5. Hogna evagra (Chamberlin, 1925); posta in sinonimia con H. coloradensis (Banks, 1894) a seguito di uno studio deghli aracnologi Slowik & Cushing del 2007.
6. Hogna galilaei (Caporiacco, 1923); trasferita dal genere Alopecosa e posta in sinonimia con H. radiata (Latreille, 1817) a seguito di un lavoro degli aracnologi Lugetti & Tongiorgi del 1969, quando gli esemplari erano ascritti al genere Lycosa.
7. Hogna iaffa (Strand, 1913); trasferita dal genere Geolycosa e posta in sinonimia con H. ferox (Lucas, 1838) a seguito di uno studio degli aracnologi Zonstein, Marusik & Omelko del 2015.
8. Hogna macedonica Drensky, 1929; trasferita dal genere Alopecosa e posta in sinonimia con H. radiata (Latreille, 1817) a seguito di un lavoro degli aracnologi Deltshev & Blagoev del 2001.
9. Hogna macedonica (Giltay, 1932); trasferita dal genere Lycosa e posta in sinonimia con H. radiata (Latreille, 1817) a seguito di un lavoro dell'aracnologo Bosmans del 2013.
10. Hogna pulveresparsa (L. Koch, 1877); trasferita dal genere Varacosa sensu Trochosa e posta in sinonimia con H. crispipes (L. Koch, 1877) a seguito di uno studio degli aracnologi Framenau, Gotch & Austin del 2006.
11. Hogna rainbowi (Roewer, 1951); trasferita dal genere Lycosa e posta in sinonimia con H. crispipes (L. Koch, 1877) a seguito di un lavoro degli aracnologi Framenau, Gotch & Austin del 2006.
12. Hogna sanctaehelenae (Strand, 1909); trasferita dal genere Xerolycosa e posta in sinonimia con H. ligata (O. Pickard-Cambridge, 1870) a seguito di un lavoro di Tongiorgi del 1977, quando gli esemplari erano ascritti all'ex-genere Lynxosa.
13. Hogna sternomaculata (Mello-Leitão, 1943); posta in sinonimia con H. birabeni (Mello-Leitão, 1938) a seguito di un lavoro degli aracnologi Framenau & Baehr del 2016.
14. Hogna tanna (Strand, 1913); trasferita dal genere Varacosa sensu Trochosa e posta in sinonimia con H. crispipes (L. Koch, 1877) a seguito di uno studio degli aracnologi Ledoux & Hallé del 1995, quando gli esemplari erano ascritti al genere "Lycosa tongatabuensis".
15. Hogna tongatabuensis (Strand, 1911); trasferita dal genere Geolycosa e posta in sinonimia con H. crispipes (L. Koch, 1877) a seguito di un lavoro degli aracnologi Framenau, Gotch & Austin del 2006.
16. Hogna vehemens (Walckenaer, 1837); trasferita dal genere Lycosa e posta in sinonimia con H. carolinensis (Walckenaer, 1805) a seguito di un lavoro degli aracnologi Chamberlin & Ivie, 1944, quando gli esemplari erano ascritti al genere Lycosa.
17. Hogna waitei (Rainbow, 1917); trasferita dal genere Lycosa e posta in sinonimia con H. crispipes (L. Koch, 1877) a seguito di un lavoro degli aracnologi Framenau, Gotch & Austin del 2006.

### Nomina dubia
- Hogna albosparsa (L. Koch, 1876a); esemplare juvenile reperito nel Queensland, originariamente denominato Lycosa albo-sparsa, trasferito all'ex-genere Lycorma da Roewer (1955c); secondo un lavoro degli aracnologi Framenau & Vink del 2001, è da ritenersi nomen dubium[1].
- Hogna peregrina (Audouin, 1826); esemplari femminili reperiti in Egitto, originariamente ascritti al genere Lycosa, trasferiti al genere Evippa da Roewer (1955c); secondo un lavoro di Alderweireldt del 1991, sono da ritenersi nomina dubia, contra antecedenti considerazioni di Roewer (1959b).
- Hogna radiata clara (Franganillo, 1913); esemplari femminili rinvenuti in Spagna, originariamente appartenenti al genere Lycosa, a seguito di un lavoro degli aracnologi Breitling et al. (2016b), sono da ritenersi nomina dubia.